# Alfabet Moona
Alfabet Moona – system pisma przeznaczony dla osób ociemniałych, którego twórcą jest dr William Moon (1818–1894).
Jego znaki można podzielić na trzy grupy. Jedna z nich zawiera znaki o kształcie zbliżonym do wielkich liter alfabetu łacińskiego. Inna – te, w których opuszczono niektóre części liter. Trzecia to znaki utworzone z umownych linii i kropek. System jest oparty na ośmiu literach alfabetu łacińskiego, które przez zmianę ułożenia, np. odwrócenie o 90 lub 180 stopni, dają inne litery. Do roku 1990 w piśmie tym stosowano zmienny kierunek czytania – o zmianie informował wypukły łuk usytuowany na końcu wiersza. Alfabet Moona jest alternatywą dla alfabetu Braille'a, łatwiejszą do opanowania przez osoby ociemniałe, czyli takie, które straciły wzrok po 5 roku życia.

## Cyfry
| Start |
| 1     |
| 2     |
| 3     |
| 4     |
| 5     |
| 6     |
| 7     |
| 8     |
| 9     |
| 0     |